# Lepidasthenia izukai
Lepidasthenia izukai  (лат.) — вид морских многощетинковых червей семейства Polynoidae из отряда Phyllodocida.

## Распространение
Тихоокеанское побережье Японии, Японское море (залив Петра Великого), Восточно-Китайское море, Тайваньский пролив. Lepidasthenia izukai встречается на глубинах — от 2 м (залив Посьета) до 102 м (Восточно-Китайское море).

## Описание
Длина тела до 95 мм при ширине — до 6 мм. Пальпы заострённые. Все элитры (до 43 пар) примерно одинакового размера. Нотоподиальные щетинки отсутствуют. Сегментов около 120.. Пальпы гладкие Циррофоры и элитрофоры короткие. Нотоподия недоразвитая. Головная лопасть с тремя щупальцами (одно медиальное и два латеральных). Простомиум разделён медиальным желобком на две части. Параподии двуветвистые. Все щетинки (сеты) простые
.